# Anochetus graeffei
Anochetus graeffei es una especie de hormiga carnívora del género Anochetus, categorizada en la tribu Ponerini, de la subfamilia Ponerinae. Fue descrita por Mayr en 1870.

## Distribución
Se distribuye por África: Seychelles y Sudáfrica, en América del Sur: Brasil, en Asia: Bangladés, Borneo, Camboya, China, India, Indonesia, islas Krakatoa, Laos, Malasia, Birmania, isla Nicobar, Filipinas, Singapur, Sri Lanka, Tailandia y Vietnam y en Oceanía: Australia, islas Cook, Fiyi, Kiribati, Islas Marshall, Micronesia, Nueva Caledonia, Islas Marianas del Norte, Palaos, Papúa Nueva Guinea, Samoa, Islas Salomón, Tokelau, Tonga y Wallis y Futuna.

## Hábitat
Habita en el bosque perturbado, costero, secundario, montano y lluvioso primario, en la selva tropical perturbada, en vegetación de segundo crecimiento, pantanos, la hojarasca, debajo de piedras y rocas, nidos y sobre troncos muertos. Se ha encontrado a elevaciones de 1 hasta 1219 m s. n. m.